# Epilohmannia ornata
Epilohmannia ornata är en kvalsterart som beskrevs av Sandór Mahunka 1993. Epilohmannia ornata ingår i släktet Epilohmannia och familjen Epilohmanniidae. Inga underarter finns listade i Catalogue of Life.